# Jean-Pierre Nsame
Jean-Pierre Junior Nsame (ur. 1 maja 1993 w Duali) – kameruński piłkarz grający na pozycji napastnika, od 2024 w Legii Warszawa. Reprezentant Kamerunu.

## Kariera klubowa

### Francja
Nsame zadebiutował w kwietniu 2012 w barwach Angers w zremisowanym 1:1 meczu Ligue 2 z FC Metz. W barwach Angers rozegrał 23 występy w ciągu czterech sezonów w klubie, był także wypożyczany do USJA Carquefou i Amiens grających w Championnat National.
Pod koniec sezonu 2015/16, po nieudanej próbie przebicia się na stałe do pierwszego składu, Nsame odszedł z klubu. W lipcu 2016 roku Nsame przybył na testy do grającego w League One Walsall i zagrał w przegranym 1:2 meczu z Norwich City. Nsame nie znalazł jednak uznania w oczach trenerów Walsall. 

### Szwajcaria
23 sierpnia 2016 Nsame podpisał kontrakt z drużyną Swiss Challenge League Servette. Sezon 2016/17 zakończył z 23 bramkami w 31 występach, co zapewniło mu koronę króla strzelców rozgrywek.
Po roku spędzonym w Genewie, w lipcu 2017 dołączył do BSC Young Boys. W swoim pierwszym sezonie był częścią drużyny Young Boys, która po raz pierwszy od 32 lat zdobyła mistrzostwo Swiss Super League. Tytuł przypieczętowali zwycięstwem 2:1 nad FC Luzern 28 kwietnia 2018, a Nsame strzelił zwycięskiego gola w 89. minucie. Pomógł klubowi obronić tytuł w następnej kampanii, strzelając 15 goli w 31 występach ligowych.
14 września 2019 Nsame strzelił swojego pierwszego hat-tricka dla klubu w wygranym 11:2 spotkaniu z drużyną piątej ligi FC Freienbach w drugiej rundzie Pucharu Szwajcarii. Pięć dni później strzelił swojego pierwszego gola w europejskich rozgrywkach w przegranym 1:2 meczu z portugalską drużyną FC Porto w fazie grupowej Ligi Europy. 24 listopada strzelił hat-tricka w wygranym 4:3 meczu z FC Sion. 
W sezonie 2019/20 Nsame zakończył sezon jako najlepszy strzelec ligi z 32 golami w 32 meczach i pomógł Young Boys zdobyć dublet, wygrywając ligę po raz trzeci z rzędu i Puchar Szwajcarii.
31 stycznia 2022 Nsame dołączył do włoskiego klubu Venezia na zasadzie wypożyczenia do końca sezonu 2021/22 z opcją zakupu. Nsame zagrał 11 razy na poziomie Serie A, a klub spadł z ligi zajmując ostatnie miejsce. Nsame powrócił do Young Boys. 

### Como 1907
26 stycznia 2024 roku przeniósł się do drugoligowego Como 1907.

### Legia Warszawa
18 czerwca 2024 został wypożyczony do Legii Warszawa, z opcją wykupu po zakończeniu sezonu.

### FC Sankt Gallen
30 stycznia 2025 Kameruńczyk został wypożyczony do końca sezonu 2024/2025 do szwajcarskiego FC Sankt Gallen.

## Statystyki klubowe
| Sezon   | Klub           | Kraj       | Rozgrywki              | Mecze | Bramki |
| ------- | -------------- | ---------- | ---------------------- | ----- | ------ |
| 2011/12 | Angers II      | Francja    | CFA 2                  | 3     | 0      |
| 2011/12 | Angers         | Francja    | Ligue 2                | 1     | 0      |
| 2012/13 | Angers         | Francja    | Ligue 2                | 17    | 1      |
| 2012/13 | Angers II      | Francja    | CFA 2                  | 17    | 10     |
| 2013/14 | USJA Carquefou | Francja    | Championnat National   | 22    | 0      |
| 2014/15 | Amiens         | Francja    | Championnat National   | 34    | 7      |
| 2015/16 | Angers II      | Francja    | CFA 2                  | 20    | 12     |
| 2015/16 | Angers         | Francja    | Ligue 1                | 5     | 0      |
| 2016/17 | Servette       | Szwajcaria | Swiss Challenge League | 31    | 23     |
| 2017/18 | BSC Young Boys | Szwajcaria | Swiss Super League     | 31    | 13     |
| 2018/19 | BSC Young Boys | Szwajcaria | Swiss Super League     | 31    | 15     |
| 2019/20 | BSC Young Boys | Szwajcaria | Swiss Super League     | 32    | 32     |
| 2020/21 | BSC Young Boys | Szwajcaria | Swiss Super League     | 30    | 19     |
| 2021/22 | Venezia        | Włochy     | Serie A                | 11    | 0      |
| 2022/23 | BSC Young Boys | Szwajcaria | Swiss Super League     | 33    | 21     |
| 2023/24 | BSC Young Boys | Szwajcaria | Swiss Super League     | 18    | 9      |
| 2023/24 | Como 1907      | Włochy     | Serie B                | 8     | 0      |

## Kariera reprezentacyjna
Nsame swój pierwszy występ w reprezentacji Kamerunu zanotował 4 września 2017 w meczu kwalifikacyjnym do Mistrzostw Świata 2018 z Nigerią.
9 listopada 2022 znalazł się w ostatecznym składzie na Mistrzostwa Świata 2022 w Katarze. Na turnieju pełnił rolę zawodnika rezerwowego. Na chwilę obecną Nsame wystąpił w drużynie narodowej w 4 spotkaniach. 
| Mecze i gole w reprezentacji | Mecze i gole w reprezentacji | Mecze i gole w reprezentacji | Mecze i gole w reprezentacji | Mecze i gole w reprezentacji | Mecze i gole w reprezentacji | Mecze i gole w reprezentacji |
| #                            | Data                         | Miasto                       | Przeciwnik                   | Gol                          | Wynik                        | Rozgrywki                    |
| ---------------------------- | ---------------------------- | ---------------------------- | ---------------------------- | ---------------------------- | ---------------------------- | ---------------------------- |
| 1.                           | 04.09.2017                   | Jaunde                       | Nigeria                      |                              | 1:1                          | El. MŚ 2018                  |
| 2.                           | 09.06.2019                   | Majadahonda                  | Zambia                       |                              | 2:1                          | towarzyski                   |
| 3.                           | 23.09.2022                   | Goyang                       | Uzbekistan                   |                              | 0:2                          | towarzyski                   |
| 4.                           | 27.09.2022                   | Seul                         | Korea Południowa             |                              | 0:1                          | towarzyski                   |

## Sukcesy

### Drużynowe
BSC Young Boys
- Mistrzostwo Szwajcarii (5): 2017/18, 2018/19, 2019/20, 2020/21, 2022/23
- Puchar Szwajcarii (2): 2019/20, 2022/23

 Legia Warszawa 
- Puchar Polskiː 2024/2025 [15]
- Superpuchar Polski:  2025[16]

### Indywidualne
- Król strzelców Swiss Super League (3): 2019/20 (32 bramki), 2020/21 (18 bramek) (ex-aequo z Arthurem Cabralem), 2022/23 (21 bramek)
- Król strzelców Swiss Challenge League (1): 2016/17 (23 bramki)
- Król strzelców Pucharu Szwajcarii (2): 2019/20 (7 bramek), 2022/23 (5 bramek)
- Zawodnik roku Swiss Super League (2): 2019/20, 2020/21
- Gol roku Swiss Super League (1): 2016/17
- Drużyna roku Swiss Super League (2): 2019/20, 2020/21